# SK Belgica Noorderwijk
SK Belgica Noorderwijk was een Belgische voetbalclub uit Noorderwijk. De club sloot in 1970 aan bij de KBVB met stamnummer 7410.
In 1988 nam de club ontslag uit de KBVB.

## Geschiedenis
SK Belgica sloot in februari 1970 aan bij de KBVB.
In de jaren zeventig speelde men in de Kapelstraat in Noorderwijk, in de jaren tachtig was het terrein aan de Diesterbaan gelegen.
De club startte in 1971-1972 in Derde Provinciale, wat in dat seizoen nog één keer het laagste provinciale niveau in Antwerpen was. SK Belgica eindigde onderin en moest naar de pas ingevoerde Vierde Provinciale.
Ook daar werd het een moeilijk seizoen want in 1972-1973 eindigde men allerlaatste en zonder overwinning.
SK Belgica was geen hoogvlieger en slechts sporadisch kon men de onderste regionen ontlopen. 
In 1976-1977 werd een achtste plaats behaald, maar tussen 1983 en 1988 eindigde SK Belgica nooit hoger dan dertiende.
In 1987-1988 werd de geschiedenis van de club bij de KBVB afgesloten met een laatste plaats met zeven punten uit 28 wedstrijden.
In augustus 1988 nam SK Belgica ontslag uit de KBVB. 